# La Selle-Guerchaise
La Selle-Guerchaise è un comune francese di 156 abitanti situato nel dipartimento dell'Ille-et-Vilaine nella regione della Bretagna.

## Società

### Evoluzione demografica
Abitanti censiti